# Општина Дрвар
Општина Дрвар је општина у Кантону 10, Федерацији Босне и Херцеговине, БиХ. Налази се на крајњем западном дјелу БиХ. Сједиште општине се налази у граду Дрвару. Према подацима пописа становништва 2013. године, у општини Дрвар је укупно пописано 7.036 лица.

## Географија
Општина је смјештена у планинском подручју на надморској висини од око 700 до 1.200 метара. На подручју општине бројне су мање ријеке од којих је најзначајнија Унац, дуга око 10 километара, и поток Басташица, дуг око 1 километар. У мјесту Прекаја налази се Прекајско језеро површине 2 км². Велика пространства су прекривена шумом и пашњацима, док су пољопривредне површине мање заступљене.
Општина Дрвар се до закључења Дејтонског мировног споразума простирала на 951 км² површине, да би разграничењем између ентитета и кантона била подијељена на три дијела. Од главне територије одвојен је сјеверозападни дио са 13 села (295 км²) која гравитирају Мартин Броду и која су припала Унско-Санском кантону, а југоисточни дио планинског подручја Клековаче са насељима Потоци, Увала и Срнетица као општина Српски Дрвар-Потоци (75,3 км²) постао је дио Републике Српске.

## Историја
Током Другог светског рата био је поприште чувеног Десанта на Дрвар.
Током рата у Босни град и општину су држале снаге Војске Републике Српске. У рану јесен 1995. Хрватска војска је заузела ово подручје у војној операцији „Маестрал“, што је довело до масовне евакуације локалних Срба. Крајем 1995, када је потписан Дејтонски мировни споразум, општина је била готово потпуно напуштена. Једини Срби који су остали били су 83 старије особе у изолованим, удаљеним селима. Дрвар је био скоро нетакнут у борбама, делом гранатиран, мада је од краја рата уништено више кућа, пожарима и пљачком.
Некадашњи становници Дрвара до почетка процеса повратка су били смјештени махом у Бања Луци, Шамцу, Приједору, Прњавору, Бијељини и РС. Значајан број расељених лица из Дрвара након прогона је живело у колективним центрима у Републици Српској, посебно у Бања Луци, Бијељини (Амајлије) и Модричи (Доњи Кладари). Стратешки планови Радне групе за обнову и повратак (РРТФ) идентификују област Дрвар као приоритетно подручје за повратак у 1998. Један важан разлог за то је значајан број празних кућа, за које су биле потребне само мање поправке да би се учиниле подобним за становање. Према проценама које је локални СФОР дао у јесен 1997. године, у око 600 празних кућа у граду Дрвару и отприлике 2.000 у околним селима могло би да се усели избјегло становништво уз минималне поправке. Додатно становање које је тада заузело око 2.500 војника и чланова породица ХВО могло би се ставити на располагање размештањем 1. бригаде Хрватског вијећа одбране (ХВО), војске босанских Хрвата, из станова у центру града Дрвара. Након рата, дошло је до дјелимичног повратка становништва тако да Срби данас поново чине већину становништва општине.

## Насељена мјеста
Површина Општине Дрвар износи 553,9 км². У њој се налази град Дрвар и 24 сеоска насељена мјеста организована у укупно 15 мјесних заједница, и то: Дрвар-грађевинска, Дрвар-село, Трнинић Бријег, Шиповљани, Врточе, Подбрина, Каменица, Бастаси, Подови, Заглавица, Груборски Наслон, Мокроноге, Видово Село, Прекаја и Пољице.
| - Аташевац - Бастаси - Брда - Бунчевац - Видово Село - Врточе - Груборски Наслон - Дрвар - Дрвар Село | - Жупа - Жупица - Заглавица - Каменица - Љесковица - Мокроноге - Мотике - Мрђе | - Подић - Подови - Пољице - Потоци - Прекаја - Трнинић Бријег - Шајиновац - Шиповљани |

Насељена мјеста некадашње општине Дрвар (прије рата)
| - Аташевац - Бастаси - Бобољусци - Босански Осредци - Брда - Бунчевац - Дрвар - Дрвар Село - Горњи Тишковац - Груборски Наслон | - Каменица - Љесковица - Мали Цвјетнић - Мало Очијево - Мартин Брод - Мокроноге - Мотике - Мрђе - Очигрије - Палучци | - Подић - Подови - Пољице - Потоци - Прекаја - Срнетица - Шајиновац - Шиповљани - Трнинић Бријег - Трубар | - Увала - Велики Цвјетнић - Велико Очијево - Видово Село - Врточе - Заглавица - Жупа - Жупица |

## Политичко уређење

### Општинска администрација
Начелник Општине представља и заступа Општину и врши извршну функцију у Дрвару. Избор начелника се врши у складу са изборним Законом БиХ. Општинску администрацију, поред начелника, чини и скупштина општине. Институционални центар Општине Дрвар је насеље Дрвар, гдје су смјештени сви општински органи.
Начелник Општине Дрвар је Душица Рунић испред Савеза независних социјалдемократа, који је на ту функцију ступио након локалних избора у Босни и Херцеговини 2024. године. Састав скупштине Општине Дрвар је приказан у табели.

## Становништво
На попису становништва 2013. године, општина Дрвар је имала 7.036 становника, следећег националног састава:
|             | 2013.          | 1991.           | 1981.           | 1971.           |
| Укупно      | 7 036 (100,0%) | 17 126 (100,0%) | 17 983 (100,0%) | 20 064 (100,0%) |
| Срби        | 6 420 (91,25%) | 16 608 (96,98%) | 15 896 (88,39%) | 19 496 (97,17%) |
| Хрвати      | 552 (7,845%)   | 33 (0,193%)     | 62 (0,345%)     | 141 (0,703%)    |
| Неизјашњени | 26 (0,370%)    | –               | –               | –               |
| Бошњаци     | 11 (0,156%)    | 33 (0,193%)1    | 26 (0,145%)1    | 213 (1,062%)1   |
| Остали      | 9 (0,128%)     | 68 (0,397%)     | 32 (0,178%)     | 101 (0,503%)    |
| Југословени | 5 (0,071%)     | 384 (2,242%)    | 1 949 (10,84%)  | 74 (0,369%)     |
| Муслимани   | 3 (0,043%)     | –               | –               | –               |
| Босанци     | 3 (0,043%)     | –               | –               | –               |
| Непознато   | 3 (0,043%)     | –               | –               | –               |
| Словенци    | 2 (0,028%)     | –               | 4 (0,022%)      | 7 (0,035%)      |
| Црногорци   | 1 (0,014%)     | –               | 2 (0,011%)      | 16 (0,080%)     |
| Македонци   | 1 (0,014%)     | –               | –               | –               |
| Албанци     | –              | –               | 12 (0,067%)     | 16 (0,080%)     |

1. 1 На пописима од 1971. до 1991. Бошњаци су пописивани углавном као Муслимани.